# Butia yatay
Butiá-jataí (nome científico: Butia yatay) é uma espécie de palmeira butiá nativa do sul do Brasil, Uruguai e norte da Argentina. O fruto é comestível e tem um sabor doce.